# Erkki Lehtonen
Erkki Lehtonen (* 9. ledna 1957 v Tampere) je bývalý finský hokejový útočník.

## Hráčská kariéra
Svou hokejovou kariéru začal společně s bratrem Anteronem v rodném městě v týmu Tappara. V létě roku 1976 odešel do Severní Ameriky, kde hrával jednu sezónu v lize British Columbia Hockey League v týmu Bellingham Ice Hawks. Po sezóně se vrátil zpět do mateřského týmu, kde debutoval v nejvyšší seniorské lize SM-liiga a s týmem dokráčel až do finále playoff. V mateřském týmu Tappara hrával jedenáct sezón (1977/88), v nichž získal s týmem šest titulů a dvakrát prohráli ve finále playoff. Sezónu 1988/89 odehrál v německé nejvyšší lize Bundesliga v týmu Berlin Capitals. Po roce stráveném v Bundeslize se vrátil zpět do mateřského týmu, kde odehrál poslední dvě sezóny v kariéře. Ve věku 34 let ukončil hráčskou kariéru.

## Ocenění a úspěchy
- 1986 SM-l - Trofej Raimo Kilpiöna
- 1986 SM-l - Lynces Academicin parhaan hyökkääjän patsas
- 1988 SM-l - Lynces Academicin parhaan hyökkääjän patsas

## Klubová statistika
| Sezóna        | Klub                 | Soutěž        |     | Základní část | Základní část | Základní část | Základní část | Základní část |    | Play off | Play off | Play off | Play off | Play off |
| Sezóna        | Klub                 | Soutěž        | Z   | G             | A             | B             | TM            | Z             | G  | A        | B        | TM       |          |          |
| 1974/1975     | Tappara              | SM-s 20 A     | 15  | 10            | 10            | 20            | 6             | —             | —  | —        | —        | —        |          |          |
| 1976/1977     | Bellingham Ice Hawks | BCJHL         | 68  | 32            | 85            | 117           | 13            | —             | —  | —        | —        | —        |          |          |
| 1977/1978     | Tappara              | SM-l          | 36  | 8             | 7             | 15            | 10            | 7             | 2  | 2        | 4        | 5        |          |          |
| 1978/1979     | Tappara              | SM-l          | 34  | 8             | 10            | 18            | 17            | 10            | 2  | 0        | 2        | 2        |          |          |
| 1979/1980     | Tappara              | SM-l          | 36  | 17            | 25            | 42            | 22            | —             | —  | —        | —        | —        |          |          |
| 1980/1981     | Tappara              | SM-l          | 36  | 13            | 28            | 41            | 22            | 8             | 2  | 5        | 7        | 0        |          |          |
| 1981/1982     | Tappara              | SM-l          | 36  | 19            | 22            | 41            | 8             | 11            | 4  | 4        | 8        | 2        |          |          |
| 1982/1983     | Tappara              | SM-l          | 36  | 17            | 18            | 35            | 0             | 8             | 5  | 4        | 9        | 2        |          |          |
| 1983/1984     | Tappara              | SM-l          | 35  | 18            | 30            | 48            | 22            | 9             | 8  | 3        | 11       | 0        |          |          |
| 1984/1985     | Tappara              | SM-l          | 36  | 17            | 31            | 48            | 6             | —             | —  | —        | —        | —        |          |          |
| 1985/1986     | Tappara              | SM-l          | 36  | 26            | 22            | 48            | 4             | 8             | 5  | 6        | 11       | 0        |          |          |
| 1986/1987     | Tappara              | SM-l          | 37  | 18            | 28            | 46            | 12            | —             | —  | —        | —        | —        |          |          |
| 1987/1988     | Tappara              | SM-l          | 44  | 17            | 33            | 50            | 25            | 10            | 7  | 12       | 19       | 4        |          |          |
| 1988/1989     | Berlin Capitals      | Bun.          | 27  | 8             | 25            | 33            | 4             | —             | —  | —        | —        | —        |          |          |
| 1989/1990     | Tappara              | SM-l          | 44  | 18            | 40            | 58            | 10            | 7             | 1  | 6        | 7        | 0        |          |          |
| 1990/1991     | Tappara              | SM-l          | 31  | 10            | 7             | 17            | 2             | 3             | 1  | 0        | 1        | 0        |          |          |
| Celkem v SM-l | Celkem v SM-l        | Celkem v SM-l | 478 | 206           | 301           | 507           | 160           | 81            | 37 | 42       | 79       | 15       |          |          |

## Reprezentace
| Rok                       | Tým                       | Soutěž                    | Z  | G | A  | B  | TM |
| ------------------------- | ------------------------- | ------------------------- | -- | - | -- | -- | -- |
| 1986                      | Finsko                    | MS                        | 10 | 3 | 4  | 7  | 2  |
| 1988                      | Finsko                    | OH                        | 8  | 4 | 6  | 10 | 2  |
| Seniorská kariéra celkově | Seniorská kariéra celkově | Seniorská kariéra celkově | 18 | 7 | 10 | 17 | 4  |